# 亞拔他
亞拔他(Abagtha)；希伯來語：‎)是波斯帝國阿契美尼德王朝的國王亞哈隨魯在王時期的七宦官之一。根據《舊約全書·以斯帖記》所記載(Esther 1:10)，他與其他六個宦官奉王命請王后瓦實提頭戴冠冕去王面前，「使各等臣民看她的美貌」。瓦實提不肯遵從，結果使她被廢，並使以斯帖獲選為王后。